# 1943: The Battle of Midway
1943: The Battle of Midway (1943: Midway Kaisen  en Japón, o 1943: ミッドウェイ海戦) es un videojuego matamarcianos desarrollado por Capcom y lanzado inicialmente para máquinas recreativas en 1987. El juego nace a raíz de sus predecesoras versiones que con tanto éxito se introdujeron en el mercado, hablamos de las versiones del 1942 y del 1941, todos ellos con una mecánica de juego parecida pero con ciertas mejoras claramente visibles, como lo son los gráficos y el sonido.

## Argumento
La historia en este juego viene a ser la de siempre, una batalla aérea en el Océano Pacífico, y en el marco de la Segunda Guerra Mundial, en la que el jugador tomará los mandos de un caza con el que tendrá que derribar a todos los enemigos posibles intentando que en el camino no se lo lleven por delante.

Los gráficos de esta versión respetan la línea clásica sin llegar a ser del todo malos ni desfasados, de hecho son bastante fluidos y rápidos en sus desplazamientos por la pantalla, lo que ayuda enormemente a la jugabilidad.
Los efectos de sonido son prácticamente nulos y la música, aunque mejorada en esta versión, sigue siendo bastante monótona y repetitiva, aunque hay que decir que en esta versión estaba bastante mejorada.
La jugabilidad es bastante sencilla por lo que el juego llega a enganchar muy fácilmente y hace que repitas una y otra vez tras ser aniquilado.
La historia de este juego trata de hace 60 años, en la Segunda Guerra Mundial cuando la flota japonesa atacó la famosa isla de Midway, batalla que para muchos historiadores cambió el curso de esta guerra. El avión utilizado, es el P-38 Lightning, con los cuales en el juego deberás derrotar a la fuerza aérea nipona y a su flota, en esta versión con muchas más armas y con un avión mejorado y con mayores posibilidades.

## Desarrollo
El juego fue creado en el año 1987 por la empresa Capcom, empresa que apostó seguro por este juego tras las secuelas de las predecesoras versiones que ya hemos mencionado, apostando por un juego en el que se incluían aviones y barcos.
El diseñador del juego fue Yoshiki Okamoto.
La versión del videojuego para computadoras personales y videoconsolas fue lanzada en 1988, entre las que se encuentran Amiga, Amstrad CPC, Atari ST, Commodore 64, ZX Spectrum y NES. La versión para TurboGrafx-16 fue distribuida en 1991 y se le denominó 1943: Kai.

## Conversiones
La máquina arcade fue convertida a electrónica moderna por José Tejero, y portada a las plataformas FPGA MiST y MiSTer en el año 2019. Es la única versión fidedigna a la máquina original en aspectos como el uso de DMA para los objetos, el árbitro del bus para el acceso a la memoria de vídeo y la ausencia de latencia. José Tejero se basó en los diagramas esquemáticos disponibles para realizar la conversión.